# Georges Hillion

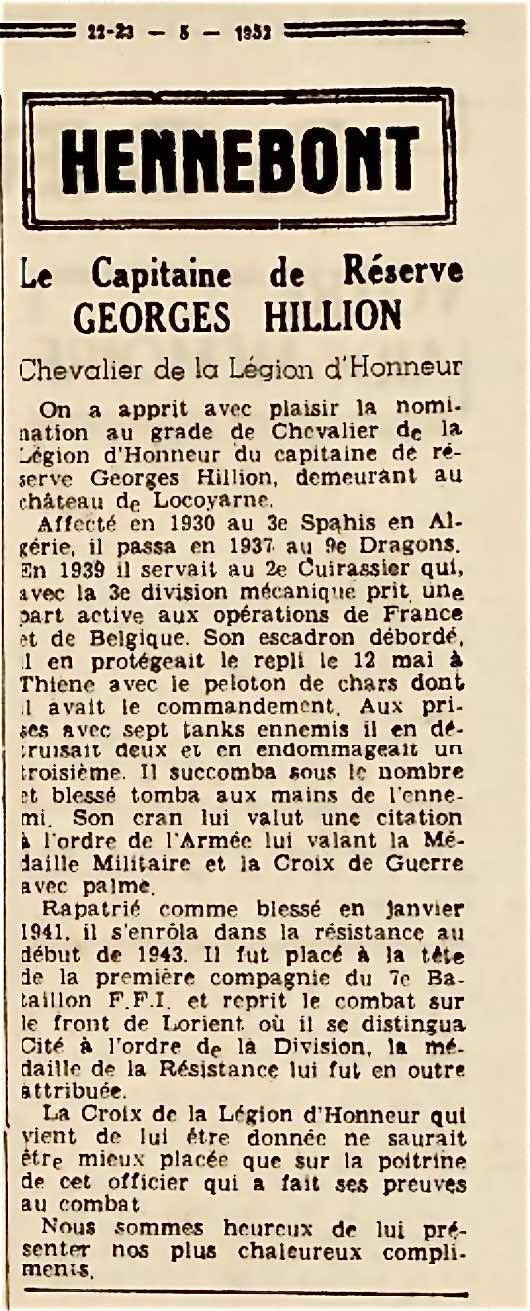
-La Liberté du Morbihan- 22 mai 1952.

Georges Hillion, né le 21 mai 1909 au château de Locoyarn à Hennebont dans le Morbihan et mort le 12 août 1977 à  Hôpital des armées Calmette de Lorient, est un officier de  l'Armée Blindée et Cavalerie de carrière, qui s'est illustré au début de la Bataille de France puis dans la résistance morbihannaise (Forces françaises de l'intérieur) au cours de la Seconde Guerre mondiale.
Titulaire de 10 citations, blessé 28 fois, engagé dans 18 campagnes militaires et ayant reçu à 3 reprises l'Onction des malades sur le champ de bataille. Engagé volontaire comme Brigadier-chef en 1930 il termine sa carrière militaire en 1962 en qualité de Lieutenant-colonel de Réserve.
Une avenue d'Hennebont porte son nom,
Il est propriétaire du Château de Locoyarn

## Biographie

### Enfance
Georges Hillion est né au château de Locoyarn chez sa tante maternelle. Il est issu d'une vielle famille de la bourgeoisie morbihannaise ayant fait fortune dans l'achat de plusieurs propriétés terriennes et foncières grâce aux commerces avec les Indes orientales au XVIIIe siècle. Un de ses aïeuls, Jean-François Roger armateur et négociant à la  Compagnie française des Indes orientales, fut député royaliste et secrétaire de l'Assemblée générale des Colonies (île Maurice) pendant la Révolution française. Il est le fils du capitaine Francis Hillion, du 160e Régiment d'infanterie Mort pour la France devant Baronville à la tête de sa compagnie à la bataille de Morhange le 20 août 1914. Avec sa sœur Élisabeth née en 1904 et sa mère Marie-Louise Hillion née Roger, ils résident entre Paris Rue du Lunain, Nantes au n• 31 Rue de Strasbourg (Nantes) , Angers au Château du Mélinais, chez leurs grands-parents puis à Locoyarne dans la propriété familiale. Son oncle Paul Decq, polytechnicien, ancien capitaine d’artillerie, deviendra son tuteur. Il est le neveu du chanoine Louis Dedouvres (1848-1923) Doyen de la Faculté des Lettres de l'Université catholique d'Angers. La famille Hillion est affiliée aux familles (Calmette, Stenfort, de Brossard, Dunot, Cuvillier de Cuverville, Sauvage, Mangin, Roger, Mocudé).
Il est le cousin du docteur Léonce Franco.

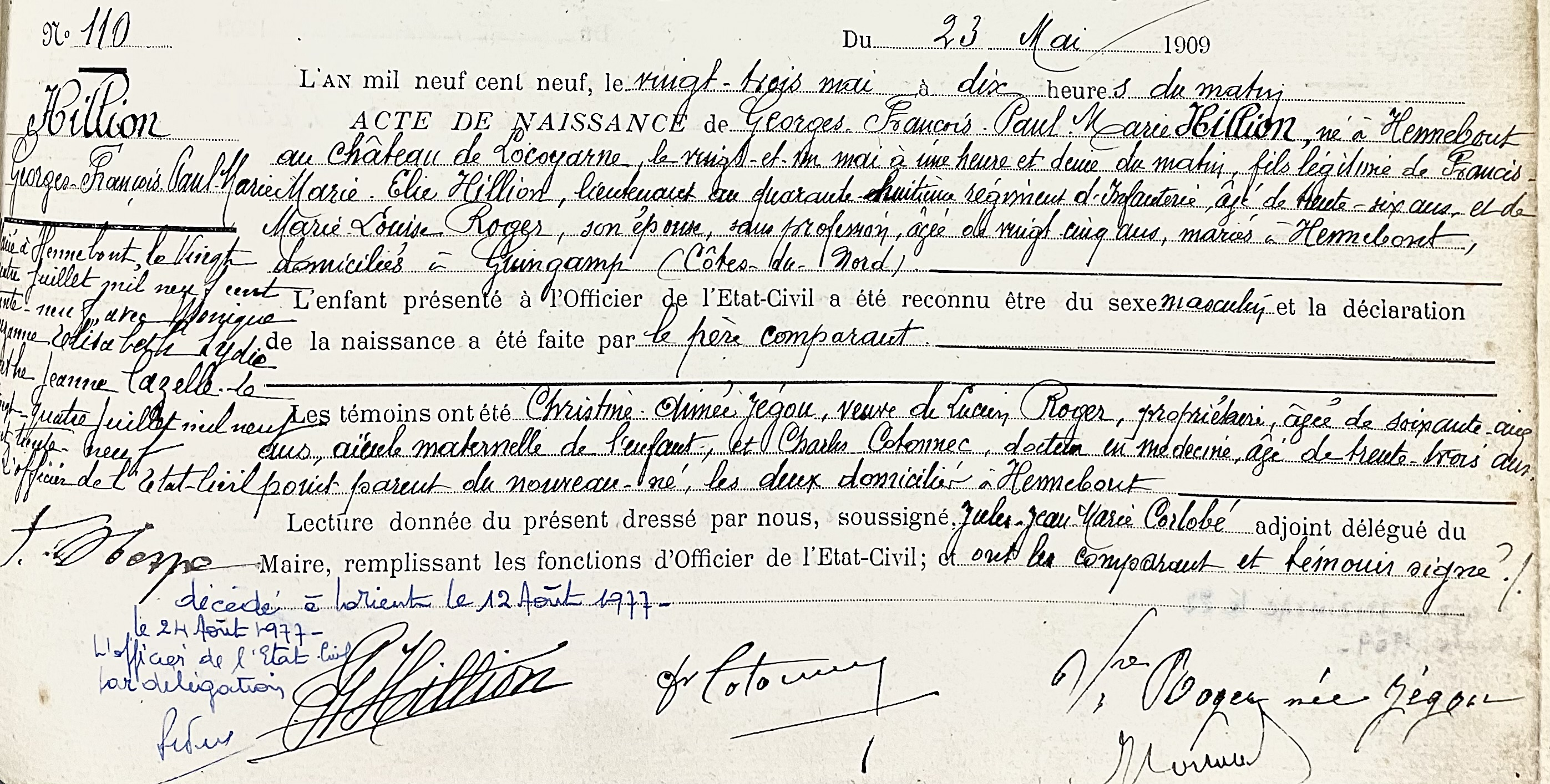
Acte de naissance de Hillion Georges (1909-1977) Arch.Municipales d’Hennebont, cote 2E116.

### Formation
L’unique sœur de son père alors religieuse et économe générale des Dames de la Retraite d'Angers l’enverra en 1925 suivre une année d’étude à Londres. En 1930, il décide de s’engager pour trois ans au 3e spahis algériens basé à Batna en Algérie.
En 1939, il prépare le concours d’entrée à l’école de cavalerie de Saumur. Il se marie le 25 juillet 1939 à la basilique Notre-Dame-de-Paradis. Trois semaines plus tard, la guerre éclate.
Il est père de 4 enfants. Ses deux fils suivront la tradition familiale au service de l'Armée.

### Seconde Guerre mondiale
Début mai 1940, Georges Hillion est affecté au 2e cuirassiers de Saumur de la 3e DLM (division légère mécanisée) du général René Prioux, en tant que chef de peloton de chars avec le grade d’adjudant. Le 12 mai 1940 lors de la bataille de Hannut (Belgique) qui fut la première bataille de chars de la Seconde Guerre mondiale face à l’armée du général Erich Hoepner, son escadron de chars est décimé le 12 mai vers 20H00, Georges Hillion est à la tourelle de son char le Hotchkiss 88 / 40768 aux prises avec 7 tanks allemands il en détruit 3, mais reçoit 6 obus de 5-cm KwK 38 qui le blessent grièvement. Le combat l'obligeant à abandonner son char, des éclats le frappent à la tête et il tombe d'évanouissement, allongé sur le sol. Un Panzerkampfwagen III lui passe alors sur les deux jambes. La nuit venue, ses jambes inertes l'obligent à ramper sur le ventre sur 50 mètres sur le chemin menant au village de Thisnes situé à proximité de champ de bataille, avant d'être surpris par 2 Allemands qui acceptent de le trainer jusqu'à la première maison. Il est recueilli par une famille belge (Rappe), puis transporté au couvent de Hannut où le Père abbé administre l'extrême onction aux nombreux  blessés. Un grand écriteau est accroché autour de son cou « Grand Blessé à opérer d'urgence ». Pour l'armée française il est "porté disparu" le 13 mai 1940 à Thisnes. Transporté dans une ambulance de la Croix Rouge allemande, il sera opéré plusieurs fois par des médecins anglais dans un hôpital de Liège, plongé dans un coma qui dura 17 jours. Finalement, seul rescapé avec 26 blessures, fait prisonnier dans un camp en Allemagne, Georges Hillion racontera cette épopée longtemps après. Grâce à l'intervention de la reine Mère des Belges, Élisabeth en Bavière (1876-1965) Il est rapatrié chez lui au château de Locoyarn en France comme grand blessé de guerre au titre de la Croix Rouge Française en février 1941 pesant 36 kg. Son courage lui valut l'attribution de la médaille militaire et la Croix de guerre 1939-1945 (France) avec citation au nom de l'Armée par le général Maxime Weygand.
À la fin de l'année 1942 Georges Hillion à peine remis de ses blessures, est contacté par ses amis Jacques Grout de Beaufort et André de Neuville, tous les deux officiers de réserve, ils viennent le chercher pour entrer en résistance. Son château étant réquisitionné par l'occupant (3 officiers de la Gestapo) l'obligent à sortir discrètement les soirs, la cohabitation est restée « correcte ».

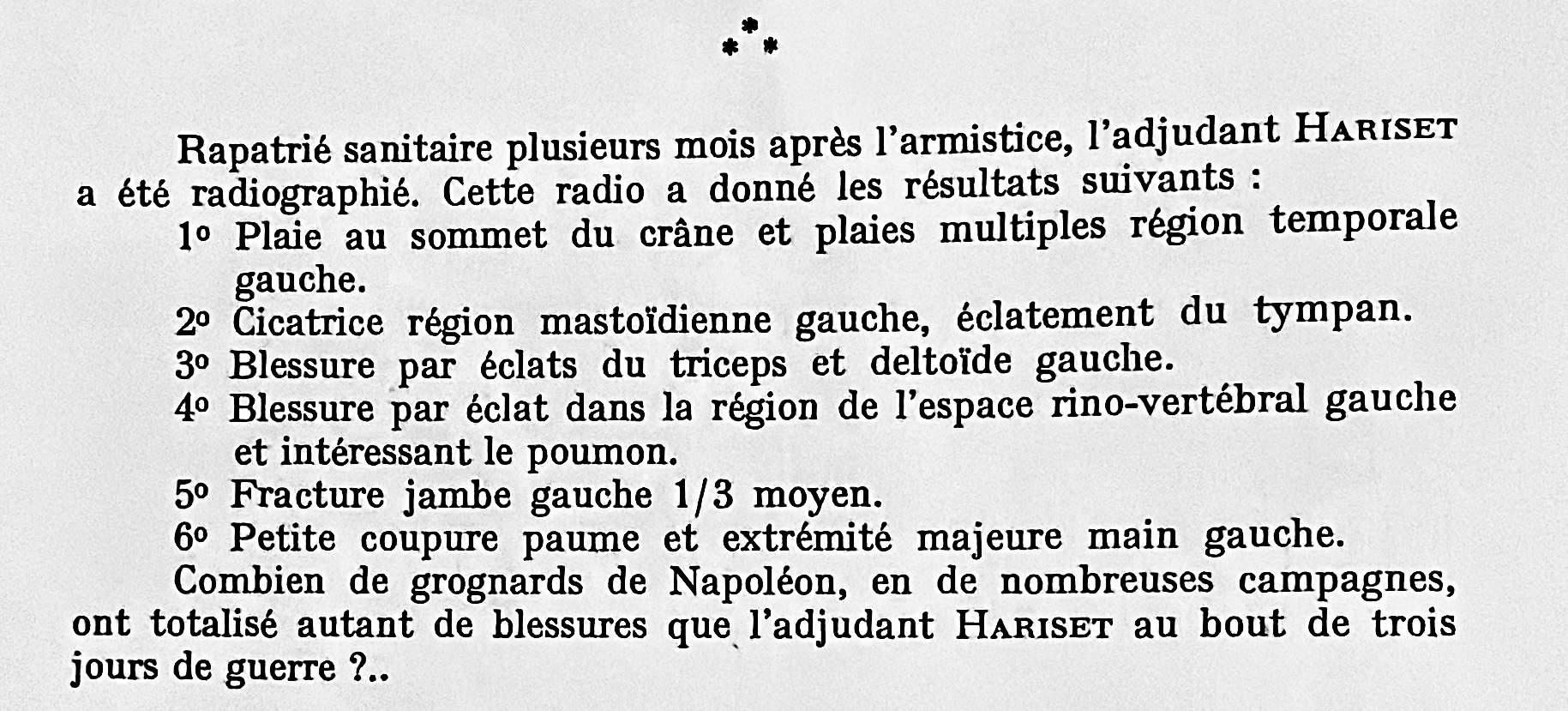
Blessures de Georges Hillion le 13 mai 1940 à la bataille de Thisnes en Belgique. L'auteur RICO Francis dans le préambule de son ouvrage, "Ceux de la Cavalerie" évoque les noms d'emprunt: Hariset remplace le nom Hillion. Georges Hillion était prisonnier en Allemagne, l'année de la publication du livre.

Georges Hillion est nommé capitaine, membre de l'O.R.A,(Organisation Résistance Armée). Dès le courant du mois d'avril 1943, il est placé à la tête de la 1re Compagnie du 7e Bataillon FFI,, du Morbihan. Le recrutement commence en avril et mai 1943 jusqu'à la fin juillet 1944. La compagnie est composée de 226 hommes,. Le bataillon est commandé par Paul Chenailler à partir de décembre 1944, la secrétaire de la 7e Bataillon FFI est l’agent de liaison Marcelle Guymare.
À la libération d’Hennebont,, le 7 août 1944, le drapeau de la 1re Compagnie du 7e Bataillon est le premier à rentrer dans la ville. Le capitaine Hillion fait la jonction avec les troupes américaines en ville,, Le 7 aout 1944 vers 21H00, Le capitaine Hillion envoie 2 autocars pour secourir la population civile en détresse sous le feu des batteries allemandes. 4 résistants FFI meurent dans les combats de la libération de la ville.
Les troupes allemandes se rendent au lieu-dit « Kergomo », une tour s’y trouvait maintenant détruite, au sud d’Hennebont.
Le 10 mai 1945, devant la poche de Lorient sa compagnie (la 1re Compagnie du 7e bataillon FFI) dont il a le commandement sont les premiers avec les hommes des capitaines André Aunier et Henri Réglain, à pénétrer dans Lorient libéré. La population lorientaise est en liesse. 

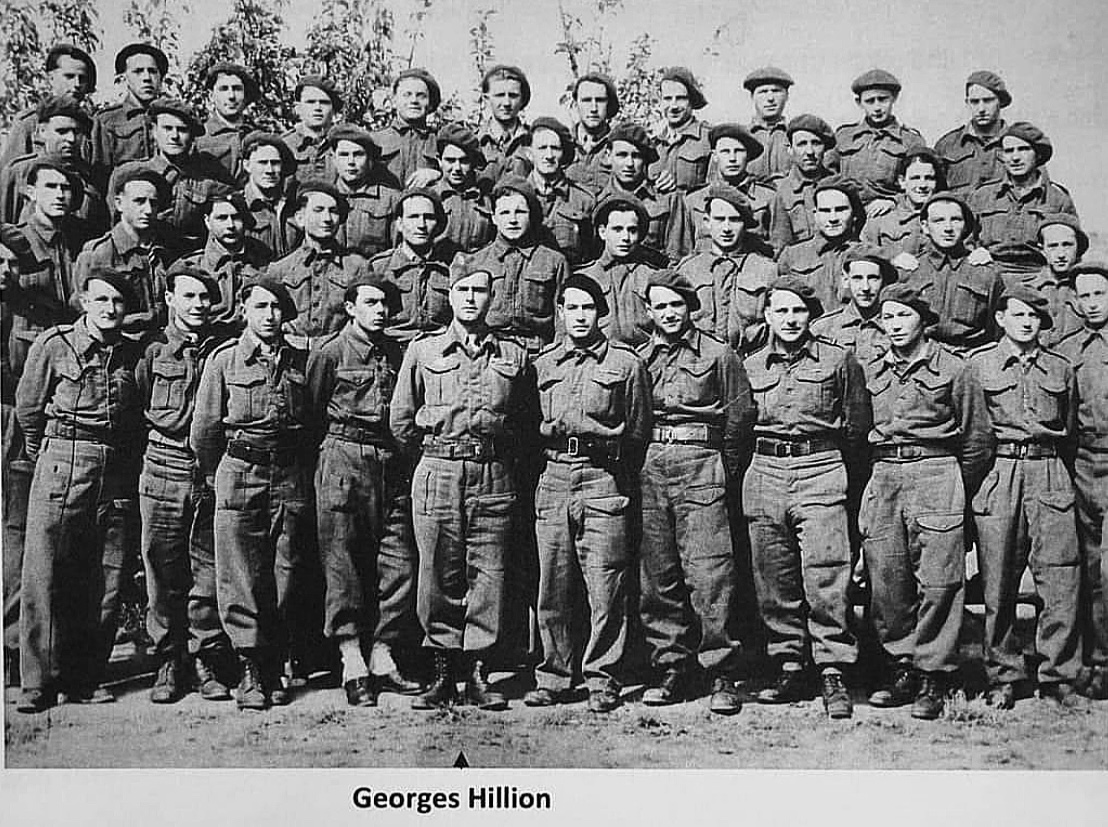
Capitaine Georges Hillion, 1re Compagnie du 7e Bataillon.
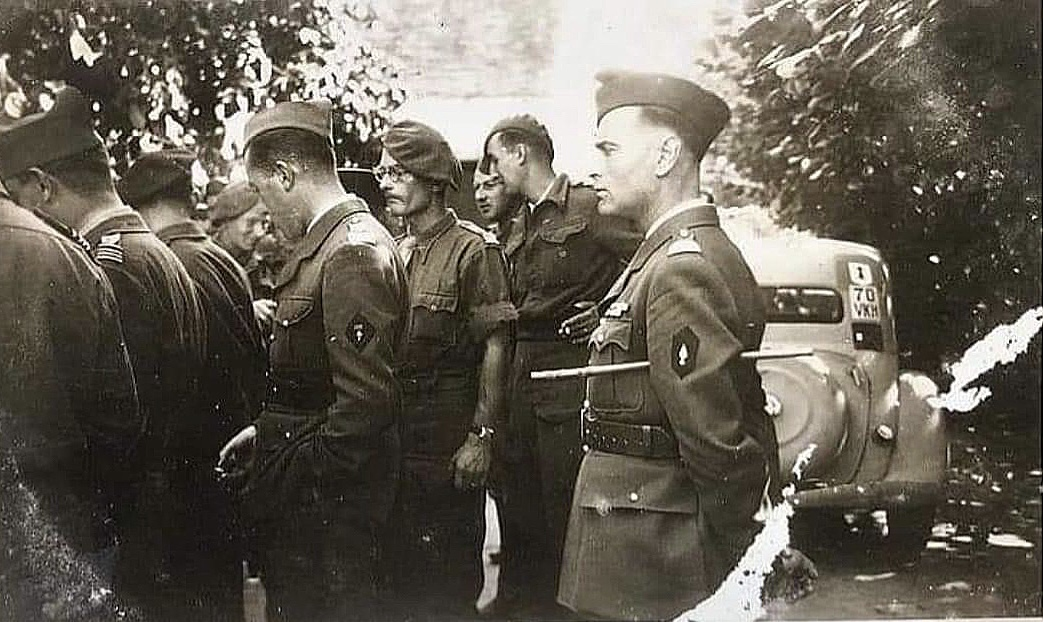
Capitaine Georges Hillion à la libération de Lorient (1945).

À la fin de la guerre, le capitaine Hillion est cité à l'ordre de la division, par le Général Marcel Allard (1884-1966) Responsable de l'Armée Secrète en Bretagne. Le Capitaine (T. F.) Georges Hillion (page 5686)alias Francis est décoré de la Médaille de la Résistance française le 6/09/45 et par décret au JORF le 12/09/45.

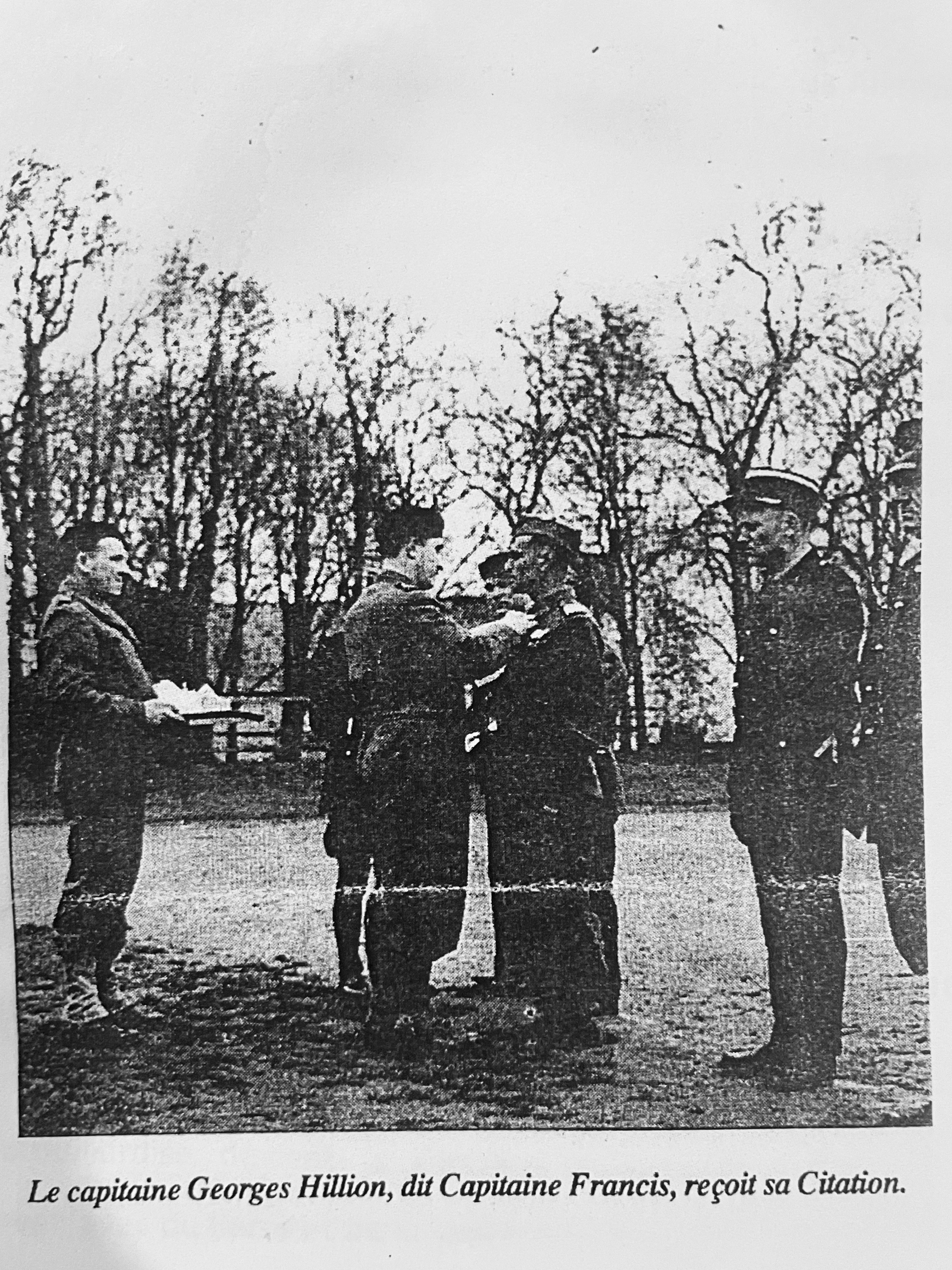
Paul Chenailler remet la médaille de la Résistance au capitaine de Réserve Georges Hillion de la 1re Compagnie du 7e Bataillon FFI (1945).

Par la suite, il partira en occupation en Allemagne avec le 19e Dragons. Démobilisé le 15 février 1946, il se retire dans la propriété familiale du château de Locoyarn à Hennebont.
Le dimanche 20 novembre 1949, le capitaine (aux Armées) Georges Hillion est présent avec ses compagnons officiers à l'inauguration du monument du souvenir du 7-ème Bataillon FFI à Kerusseau,  en présence d'une délégation américaine et du général Georges Revers et du colonel américain Haimes.

#### Guerre d'Indochine
Il repart le 1er juin 1953 sur le bateau l’Oregon direction de l'Indochine. Il est affecté au 5e Spahis marocain puis au 6e RSM puis est détaché au Service des Réfugiés du Nord Vietnam.
Le capitaine Hillion est blessé par éclats de mines le 23 octobre 1953, route de Loc-Ninh à Tây Ninh (ville) .
Avec ses cadres et des supplétifs Caodaïstes, il participe étant le seul officier français à le faire, activement au relogement de 50 000 réfugiés (Tay-Ninh, Hillion-ville) nord-vietnamiens fuyant l’avance des Communistes, grâce à sa maîtrise de l’anglais acquise jeune homme. Il participera aux premières rencontres avec les troupes américaines.
Le capitaine Hillion reçoit en outre la reddition du général Trình Minh Thế en 1955, opposant de Ho Chi Minh. Minh Thé sera assassiné à Saïgon en mai. Georges Hillion quitte l’Indochine le 10 septembre 1955 sur le bateau l’Édouard Branly. Il est inscrit au tableau avancement pour le grade de chef d'Escadron de Réserve en Algérie par décret du 19 octobre 1955.

##### Guerre d'Algérie
Le chef d'Escadron est envoyé en tant qu'officier de la Section Administrative Spécialisée à Hammam Melouane, et Aïn Taya Il sera cité 2 fois à la l'Ordre de la Brigade. Lors des événements d'Algérie, son cousin le lieutenant Jean Franco fils de Léonce Franco, ancien élève de l'Académie militaire de Saint-Cyr Coëtquidan (promotion Maréchal de Lattre de Tassigny) trouve la mort à Sétif le 13 décembre 1960 dans la région de Pascal.
Promu lieutenant-colonel de Réserve à partir d'octobre 1962, il sera admis dans les cadres au Service du Ministère des Rapatriés. Il prendra la direction du Centre d'Orientation et de reclassement de Bougie puis du centre départemental de Sétif (Agence de Défense des Biens et Intérêts des rapatriés à Oran).

###### Grades
Brigadier-chef en 1930
Maréchal des logis en 1931
Maréchal des logis chef en 1938
Adjudant en 1940
Capitaine en avril 1945
Chef d'escadron en 1955
Lieutenant-colonel en 1962
Convalescence
Hôpital des armées Calmette (Lorient) 1932
Hôpital militaire de Batna (Algérie) 1936
Hôpital militaire de Constantine (Algérie) 1937
Hôpital de Liège Abbaye Saint-Laurent de Liège (Belgique) 1940
Hôpital de Bedburg (Luxembourg belge) 1941
Hôpital Grall (Vietnam) 1955

## Décorations et titres de guerre

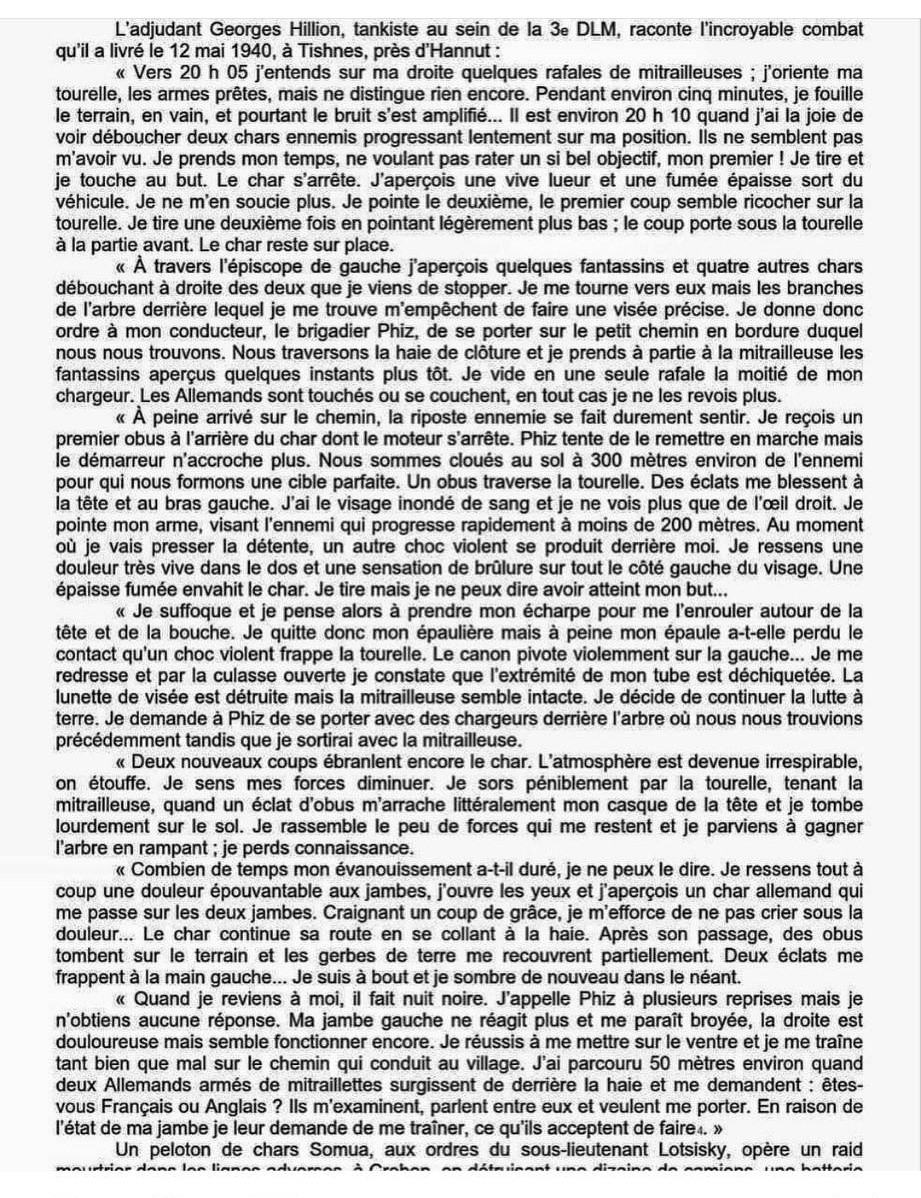
Récit de Georges Hillion, unique survivant de Bataille de Thisnes (Belgique)

- Chevalier de la Légion d'honneur par décret du 9 avril 1952[54],[55]
- Officier de la Légion d'honneur  à titre "Exceptionnel" du 11 décembre 1956[56]
- Médaille militaire par décret du 9 juin 1940[57],[58]
- Croix de guerre 1939-1945, palme de bronze[59] 2 citations. 1 à l'Ordre de l'Armée (1940). 1 à l'Ordre de la Division (1945)[60]
- Croix de guerre des Théâtres d'opérations extérieurs 2 citations à l’Ordre de la Division (1953)et (1954).
- Croix de la Valeur militaire 3 citations. 1 à l'Ordre de la Division (1958). 2 à l'Ordre de la Brigade (1960) (1962)
- Médaille de la Résistance française par décret du 6 septembre 1945[61]
- Insigne des blessés militaires (1940) 2 étoiles / 28 blessures de guerre[62]
- Médaille commémorative française de la guerre 1939-1945 agrafes « Libération / Allemagne »
- Croix du combattant volontaire de la Résistance[63](1954) (4478). Entre dans la Résistance intérieure française à la fin 1942. 223 jours de résistance homologués.
- Croix du combattant
- Croix du combattant (1941)
- Médaille commémorative de la campagne d'Indochine
- Médaille coloniale agrafe "Extrême Orient"
- Médaille commémorative des opérations de sécurité et de maintien de l'ordre
- Récit de Georges Hillion, unique survivant de Bataille de Thisnes (Belgique) Chevalier de l'ordre du Mérite militaire par décret du 11 aout 1960
- Croix de la bravoure vietnamienne - Vietnam- 1 citation à l’Ordre de la Division (1953)[64]
- Bronze Star Medal (1945)[65] 1 citation (donnée par les USA aux FFI du Morbihan)
- 1 Citation. Témoignage de satisfaction à l'Ordre du Corps d'Armée. Ordre Général no 27 du 18 janvier 1955 du général Paul Ély, Commandant en chef en Indochine.

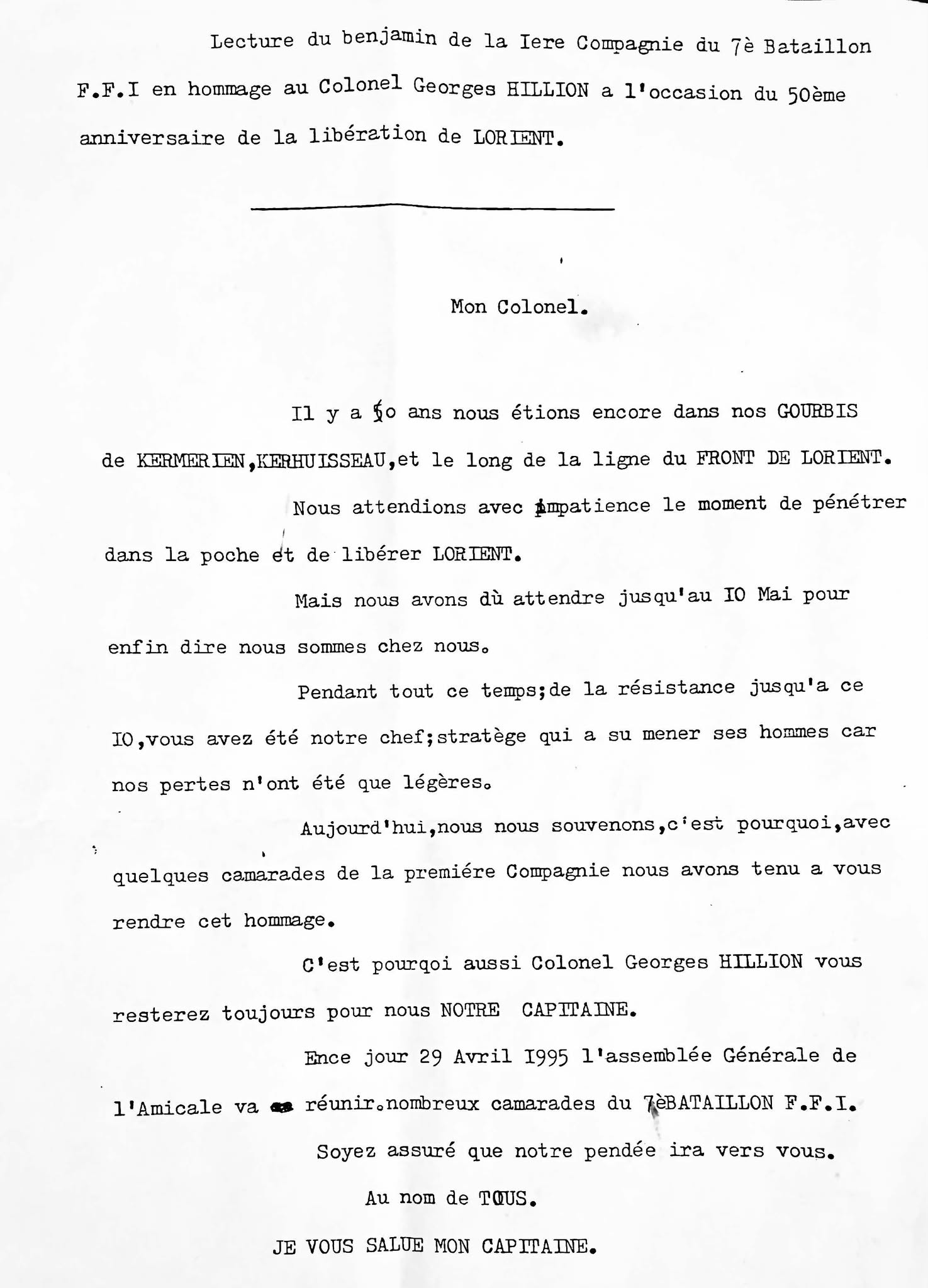
Capitaine Georges HILLION. Discours, 50-ème anniversaire de la libération de Lorient. 7ème Bataillon FFI.

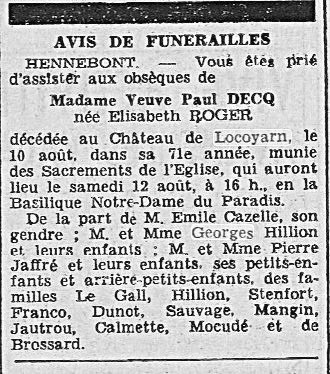
Avis de funérailles d'Élisabeth Roger, tante maternelle de G. Hillion.
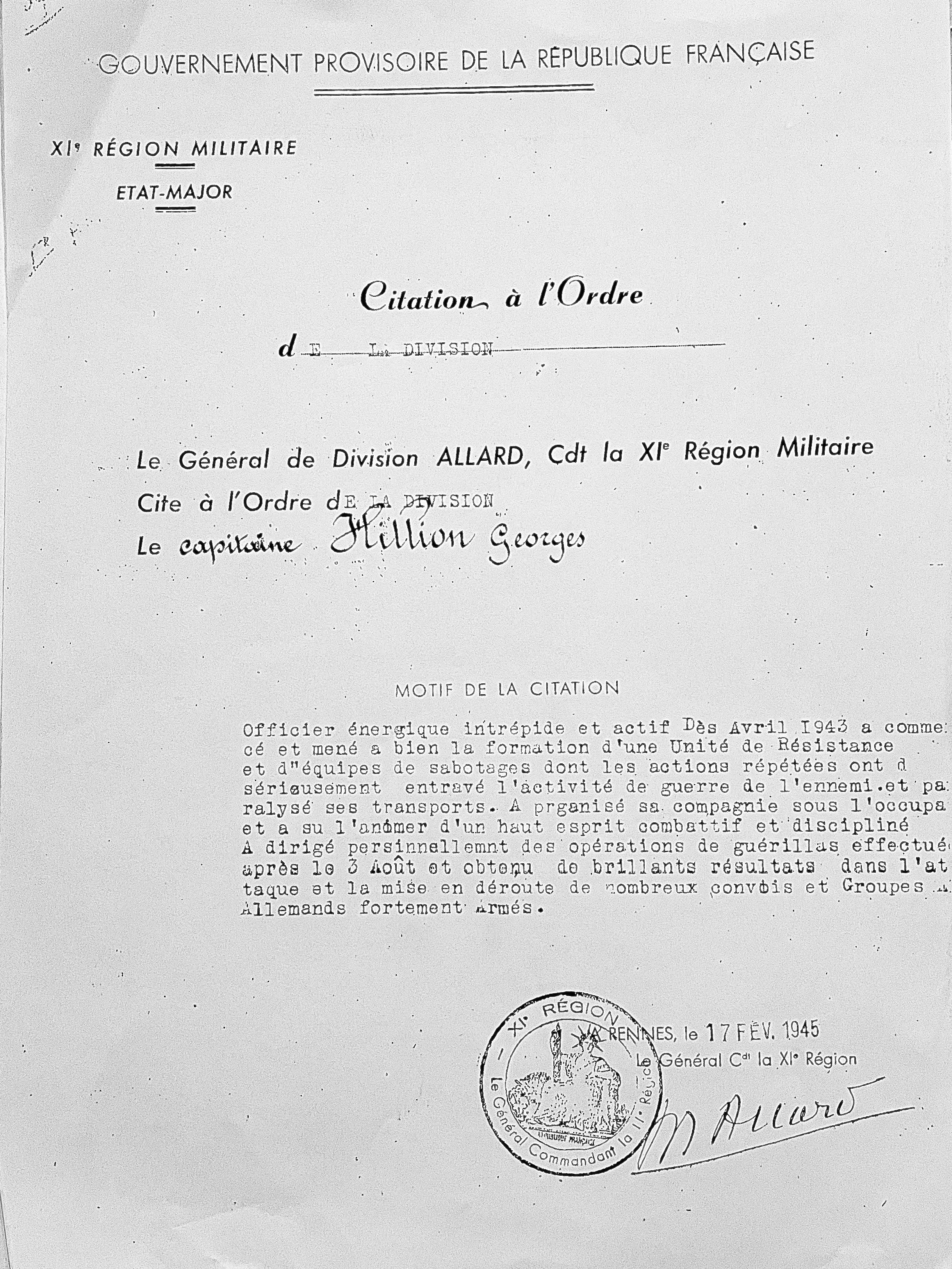
Citation du Capitaine Georges Hillion pour ses actions dans la Libération de la Poche de Lorient (1945)
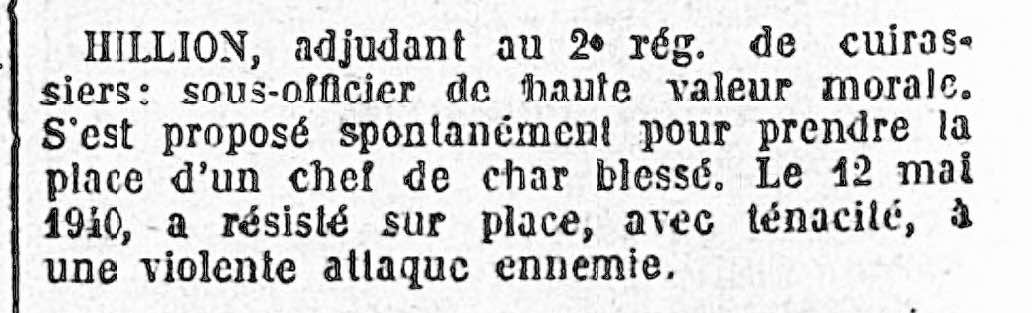
Citation à l'Ordre de l'Armée de Georges Hillion. JORF. 1941.
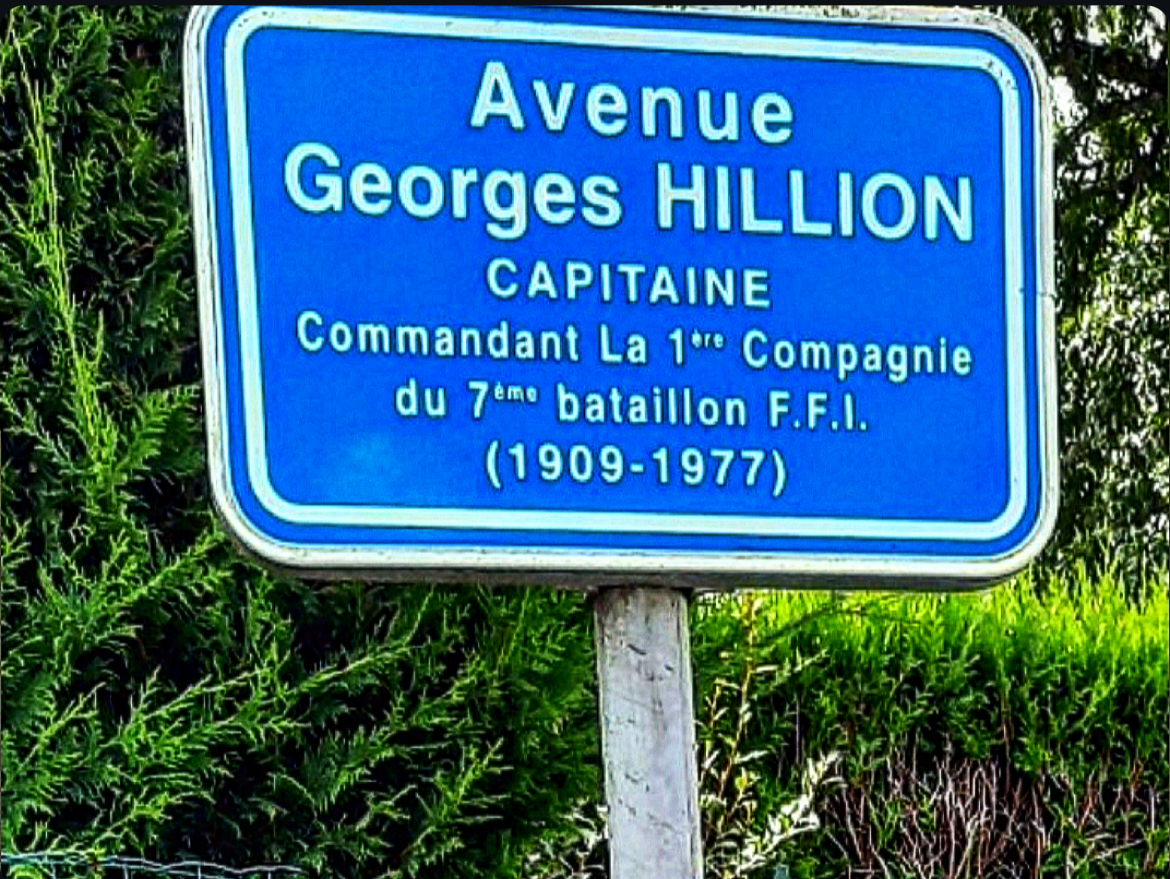
Avenue Georges-Hillion à Hennebont (Morbihan).
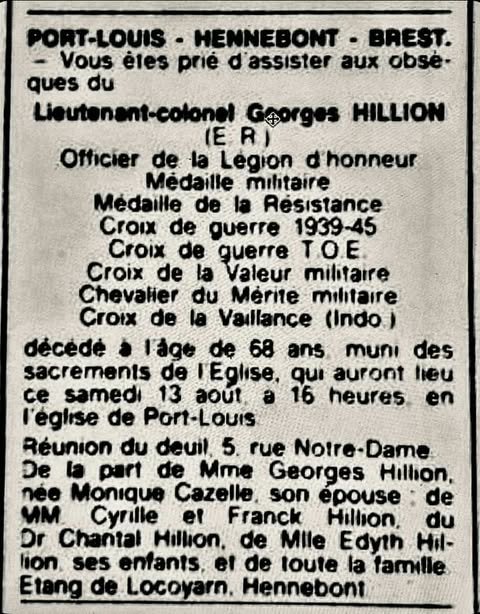
Avis de décès du Lieutenant-colonel Georges Hillion (Ouest-France, 1977).